# Dămideni
Dămideni – wieś w Rumunii, w okręgu Botoszany, w gminie Românești. W 2011 roku liczyła 461 mieszkańców.